# Nuoto ai Giochi della XXVI Olimpiade
Il nuoto alle Olimpiadi estive del 1996 di Atlanta fu rappresentato da 32 eventi, 16 femminili e 16 maschili.

## Podi

### Uomini
| Evento                          | Oro                                                                | Perform. | Argento                                                                    | Perform. | Bronzo                                                                  | Perform. |
| Stile libero                    |                                                                    |          |                                                                            |          |                                                                         |          |
| 50 m (dettagli)                 | Alexander Popov                                                    | 22"13    | Gary Hall Jr                                                               | 22"26    | Fernando Scherer                                                        | 22"29    |
| 100 m (dettagli)                | Alexander Popov                                                    | 48"74    | Gary Hall Jr                                                               | 48"81    | Gustavo Borges                                                          | 49"02    |
| 200 m (dettagli)                | Danyon Loader                                                      | 1'47"63  | Gustavo Borges                                                             | 1'48"08  | Daniel Kowalski                                                         | 1'48"25  |
| 400 m (dettagli)                | Danyon Loader                                                      | 3'47"97  | Paul Palmer                                                                | 3'49"00  | Daniel Kowalski                                                         | 3'49"39  |
| 1500 m (dettagli)               | Kieren Perkins                                                     | 14'56"40 | Daniel Kowalski                                                            | 15'02"43 | Graeme Smith                                                            | 15'02"48 |
| Dorso                           |                                                                    |          |                                                                            |          |                                                                         |          |
| 100 m (dettagli)                | Jeff Rouse                                                         | 54"10    | Rodolfo Falcón                                                             | 54"98    | Neisser Bent                                                            | 55"02    |
| 200 m (dettagli)                | Brad Bridgewater                                                   | 1'58"54  | Tripp Schwenk                                                              | 1'58"99  | Emanuele Merisi                                                         | 1'59"18  |
| Rana                            |                                                                    |          |                                                                            |          |                                                                         |          |
| 100 m (dettagli)                | Frederik Deburghgraeve                                             | 1'00"65  | Jeremy Linn                                                                | 1'00"77  | Mark Warnecke                                                           | 1'01"33  |
| 200 m (dettagli)                | Norbert Rózsa                                                      | 2'12"57  | Károly Güttler                                                             | 2'13"03  | Andrej Korneev                                                          | 2'13"17  |
| Farfalla                        |                                                                    |          |                                                                            |          |                                                                         |          |
| 100 m (dettagli)                | Denis Pankratov                                                    | 52"27    | Scott Miller                                                               | 52"53    | Vladislav Kulikov                                                       | 53"13    |
| 200 m (dettagli)                | Denis Pankratov                                                    | 1'56"51  | Tom Malchow                                                                | 1'57"44  | Scott Goodman                                                           | 1'57"48  |
| Misti                           |                                                                    |          |                                                                            |          |                                                                         |          |
| 200 m (dettagli)                | Attila Czene                                                       | 1'59"91  | Jani Sievinen                                                              | 2'00"13  | Curtis Myden                                                            | 2'01"13  |
| 400 m (dettagli)                | Tom Dolan                                                          | 4'14"90  | Eric Namesnik                                                              | 4'15"25  | Curtis Myden                                                            | 4'16"28  |
| Staffette                       |                                                                    |          |                                                                            |          |                                                                         |          |
| 4x100 m stile libero (dettagli) | Stati Uniti Jon Olsen Josh Davis Brad Schumacher Gary Hall Jr      | 3'15"41  | Russia Roman Egorov Aleksandr Popov Vladimir Predkin Vladimir Pyšnenko     | 3'17"06  | Germania Christian Tröger Bengt Zikarsky Björn Zikarsky Mark Pinger     | 3'17"20  |
| 4x200 m stile libero (dettagli) | Stati Uniti Josh Davis Joseph Hudepohl Brad Schumacher Ryan Berube | 7'14"81  | Svezia Christer Wallin Anders Holmertz Lars Frölander Anders Lyrbring      | 7'17"56  | Germania Aimo Heilmann Christian Keller Christian Tröger Steffen Zesner | 7'17"71  |
| 4x100 m misti (dettagli)        | Stati Uniti Jeff Rouse Jeremy Linn Mark Henderson Gary Hall Jr     | 3'34"84  | Russia Vladimir Sel'kov Stanislav Lopukhov Denis Pankratov Aleksandr Popov | 3:37.55  | Australia Steven Dewick Phil Rogers Scott Miller Michael Klim           | 3'39"56  |

### Donne
| Evento                          | Oro                                                                        | Perform. | Argento                                                                 | Perform. | Bronzo                                                                        | Perform. |
| Stile libero                    |                                                                            |          |                                                                         |          |                                                                               |          |
| 50 m (dettagli)                 | Amy Van Dyken                                                              | 24"87    | Jingyi Le                                                               | 24"90    | Sandra Völker                                                                 | 25"14    |
| 100 m (dettagli)                | Jingyi Le                                                                  | 54"50    | Sandra Völker                                                           | 54"88    | Angel Martino                                                                 | 54"93    |
| 200 m (dettagli)                | Claudia Poll                                                               | 1'58"16  | Franziska van Almsick                                                   | 1'58"57  | Dagmar Hase                                                                   | 1'59"56  |
| 400 m (dettagli)                | Michelle Smith                                                             | 4'07"25  | Dagmar Hase                                                             | 4'08"30  | Kirsten Vlieghuis                                                             | 4'08"70  |
| 800 m (dettagli)                | Brooke Bennett                                                             | 8'27"89  | Dagmar Hase                                                             | 8'29"81  | Kirsten Vlieghuis                                                             | 8'30"84  |
| Dorso                           |                                                                            |          |                                                                         |          |                                                                               |          |
| 100 m (dettagli)                | Beth Botsford                                                              | 1'01"19  | Whitney Hedgepeth                                                       | 1'01"47  | Marianne Kriel                                                                | 1'02"12  |
| 200 m (dettagli)                | Krisztina Egerszegi                                                        | 2'07"23  | Whitney Hedgepeth                                                       | 2'11"98  | Cathleen Rund                                                                 | 2'12"06  |
| Rana                            |                                                                            |          |                                                                         |          |                                                                               |          |
| 100 m (dettagli)                | Penelope Heyns                                                             | 1'07"73  | Amanda Beard                                                            | 1'08"09  | Samantha Riley                                                                | 1'09"18  |
| 200 m (dettagli)                | Penelope Heyns                                                             | 2'25"41  | Amanda Beard                                                            | 2'25"75  | Ágnes Kovács                                                                  | 2'26"57  |
| Farfalla                        |                                                                            |          |                                                                         |          |                                                                               |          |
| 100 m (dettagli)                | Amy Van Dyken                                                              | 59"13    | Limin Liu                                                               | 59"14    | Angel Martino                                                                 | 59"23    |
| 200 m (dettagli)                | Susie O'Neill                                                              | 2'07"76  | Petria Thomas                                                           | 2'09"82  | Michelle Smith                                                                | 2'09"91  |
| Misti                           |                                                                            |          |                                                                         |          |                                                                               |          |
| 200 m (dettagli)                | Michelle Smith                                                             | 2'13"93  | Marianne Limpert                                                        | 2'14"35  | Lin Li                                                                        | 2'14"74  |
| 400 m (dettagli)                | Michelle Smith                                                             | 4'39"18  | Allison Wagner                                                          | 4'42"03  | Krisztina Egerszegi                                                           | 4'42"53  |
| Staffette                       |                                                                            |          |                                                                         |          |                                                                               |          |
| 4x100 m stile libero (dettagli) | Stati Uniti Angel Martino Amy Van Dyken Catherine Fox Jenny Thompson       | 3'39"29  | Cina Jingyi Le Na Chao Yun Nian Ying Shan                               | 3'40"48  | Germania Sandra Völker Simone Osygus Antje Buschschulte Franziska van Almsick | 3'41"48  |
| 4x200 m stile libero (dettagli) | Stati Uniti Trina Jackson Cristina Teuscher Sheila Taormina Jenny Thompson | 8'01"55  | Germania Franziska van Almsick Kerstin Kielgass Anke Scholz Dagmar Hase | 8'01"55  | Australia Julia Greville Nicole Livingstone Emma Johnson Susie O'Neill        | 8'05"47  |
| 4x100 m misti (dettagli)        | Stati Uniti Beth Botsford Amanda Beard Angel Martino Amy Van Dyken         | 4'02"88  | Australia Nicole Livingstone Samantha Riley Susie O'Neill Sarah Ryan    | 4'05"08  | Cina Yan Chen Xue Han Huijue Cai Ying Shan                                    | 4'07"34  |

## Medagliere
| Posizione | Paese         |    |    |   | Totale |
| --------- | ------------- | -- | -- | - | ------ |
| 1         | Stati Uniti   | 13 | 11 | 2 | 26     |
| 2         | Russia        | 4  | 2  | 2 | 8      |
| 3         | Ungheria      | 3  | 1  | 2 | 6      |
| 4         | Irlanda       | 3  | 0  | 1 | 4      |
| 5         | Australia     | 2  | 4  | 6 | 12     |
| 6         | Sudafrica     | 2  | 0  | 1 | 3      |
| 7         | Nuova Zelanda | 2  | 0  | 0 | 2      |
| 8         | Cina          | 1  | 3  | 2 | 6      |
| 9         | Belgio        | 1  | 0  | 0 | 1      |
| 9         | Costa Rica    | 1  | 0  | 0 | 1      |
| 11        | Germania      | 0  | 5  | 7 | 12     |
| 12        | Brasile       | 0  | 1  | 2 | 3      |
| 12        | Canada        | 0  | 1  | 2 | 3      |
| 14        | Gran Bretagna | 0  | 1  | 1 | 2      |
| 14        | Cuba          | 0  | 1  | 1 | 2      |
| 16        | Finlandia     | 0  | 1  | 0 | 1      |
| 16        | Svezia        | 0  | 1  | 0 | 1      |
| 18        | Paesi Bassi   | 0  | 0  | 2 | 2      |
| 19        | Italia        | 0  | 0  | 1 | 1      |